# Joaquín Sacanell Desojo
Joaquín Sacanell Desojo (Alcañiz, 1851-Venecia, 12 de diciembre de 1905) fue un militar español.

## Biografía

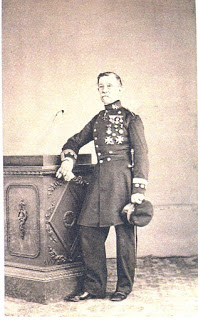
Su padre, Joaquín Sacanell Carmona.

Era hijo del coronel Joaquín Sacanell Carmona, natural de Barcelona, y de María del Rosario Desojo Pagola, originaria de la localidad navarra de Desojo. Su padre había luchado por Fernando VII y Carlos María Isidro, obteniendo dos cruces de San Fernando. También su tío, José Sacanell, había sido oficial de la Guardia Real en tiempo de Fernando VII y había combatido en la primera guerra carlista, falleciendo en Trieste al servicio de la dinastía proscrita.
Procedente del Colegio de Infantería, de donde salió con el empleo de alférez, Joaquín Sacanell se encontró en la batalla de Alcolea con el Batallón de Cazadores de Tarifa, que formaba parte del ejército del Duque de la Torre.
En febrero de 1873, al proclamarse la Primera República, quedó en situación de reemplazo y se fue a Pamplona junto a su familia. Debido tanto a sus ideas carlistas, como a una brutal agresión de la que fue víctima su octogenario padre por la partida de la porra, salió con su hermano Enrique —oficial como él— para incorporarse al Ejército carlista, donde ya se encontraba su cuñado, el coronel de Caballería Justo Sanjurjo, que murió en la batalla de Udave contra la columna Castañón.
Sacanell tomó parte, durante toda la campaña, en casi todos los hechos de armas habidos en el Norte; entre otros, desempeñó el cargo de Jefe de Estado Mayor de la segunda División de Navarra, el de segundo Jefe del Real Cuerpo de Guías, mandándolo accidentalmente en la batalla de Urnieta, en la que se destacó dicho Batallón. Cuando ya la guerra terminaba, fue destinado a mandar el 8.º de Navarra, con el que entró en Francia, permaneciendo tres años en la emigración.
Desde finales del siglo XIX Sacanell era ayudante de Don Carlos y falleció en 1905 en Venecia, donde residía su rey desterrado.
Según Francisco de Paula Oller, Sacanell era citado como «modelo de militares pundonorosos y esclavos del deber» no solo en el campo carlista, sino en el ejército liberal, donde contaba con las simpatías y la consideración de cuantos jefes le conocían.
Fue tío del general José Sanjurjo, cabeza del golpe de Estado de 1932 contra la Segúnda República y artífice del alzamiento de julio de 1936 que originó la guerra civil española.